# Покрет националног препорода
Покрет националног препорода (шп. Movimiento Regeneración Nacional, MORENA) је левичарска, антинеолиберална и популистичка политичка странка у Мексику. Странка је владајућа од 2018. године и њен оснивач је некадашњи председник Мексика Андрес Мануел Лопез Обрадор.